# Musée Jean-Gabin
Pour les articles homonymes, voir Gabin.
Le musée Jean-Gabin est un musée dédié à l'acteur Jean Gabin, à Mériel dans le Val-d'Oise en Île-de-France, voisin de sa maison d'enfance, à trente-cinq kilomètres au nord-ouest de Paris,.

## Historique
Né à Paris, Jean Moncorgé (1904-1976), qui sera connu sous son nom de scène de Jean Gabin, arrive à Mériel à l'âge de trois jours. Il passe son enfance et son adolescence dans sa maison du 63, Grand Rue. La fenêtre de sa chambre donne sur la voie ferrée, et il rêve de devenir comme son grand père conducteur de locomotive à vapeur (rêve exaucé avec son rôle de mécanicien dans La Bête humaine de Jean Renoir, de 1938 (d’après le roman La Bête humaine, d'Émile Zola, de 1890).

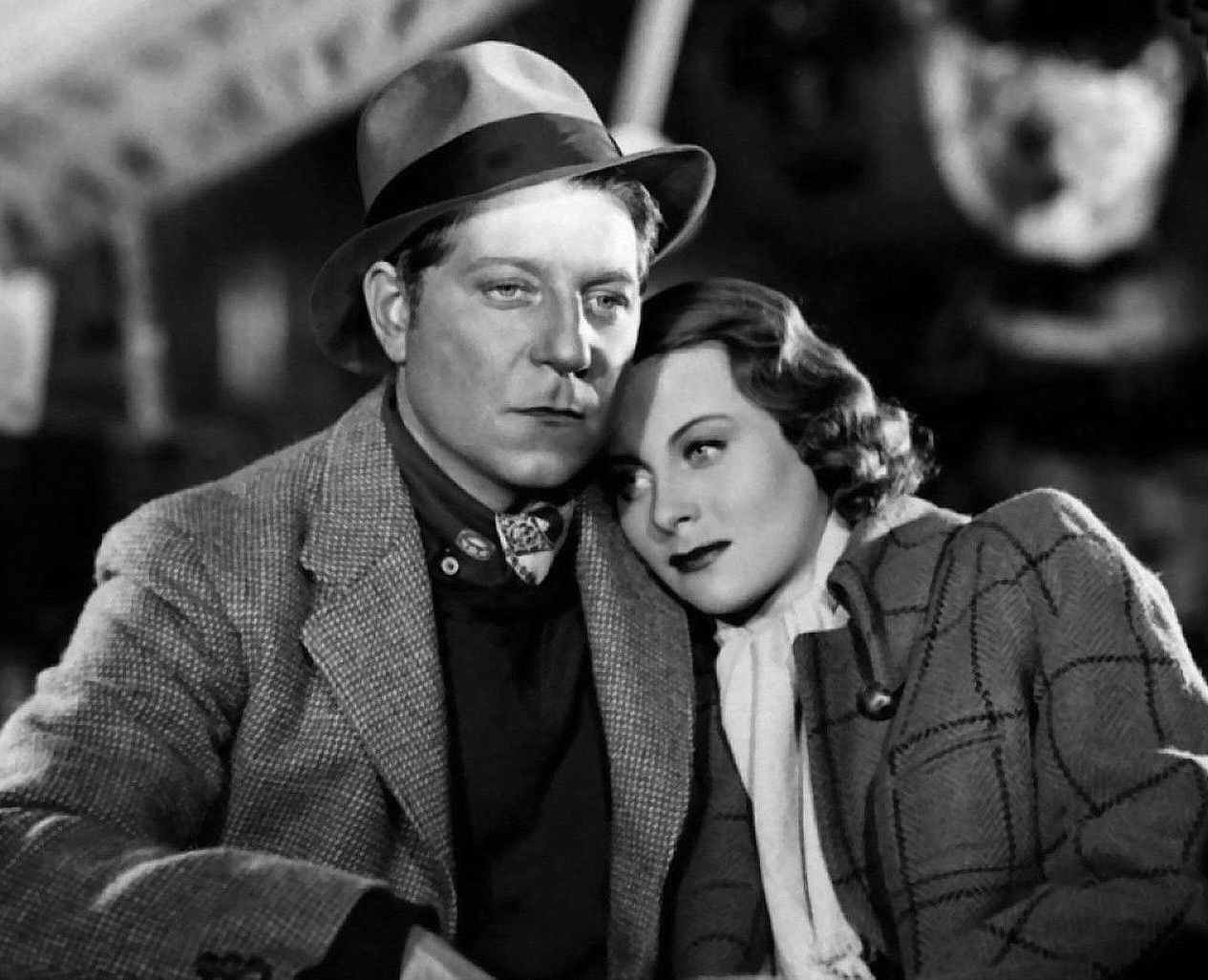
Jean Gabin et Michèle Morgan, en 1938.
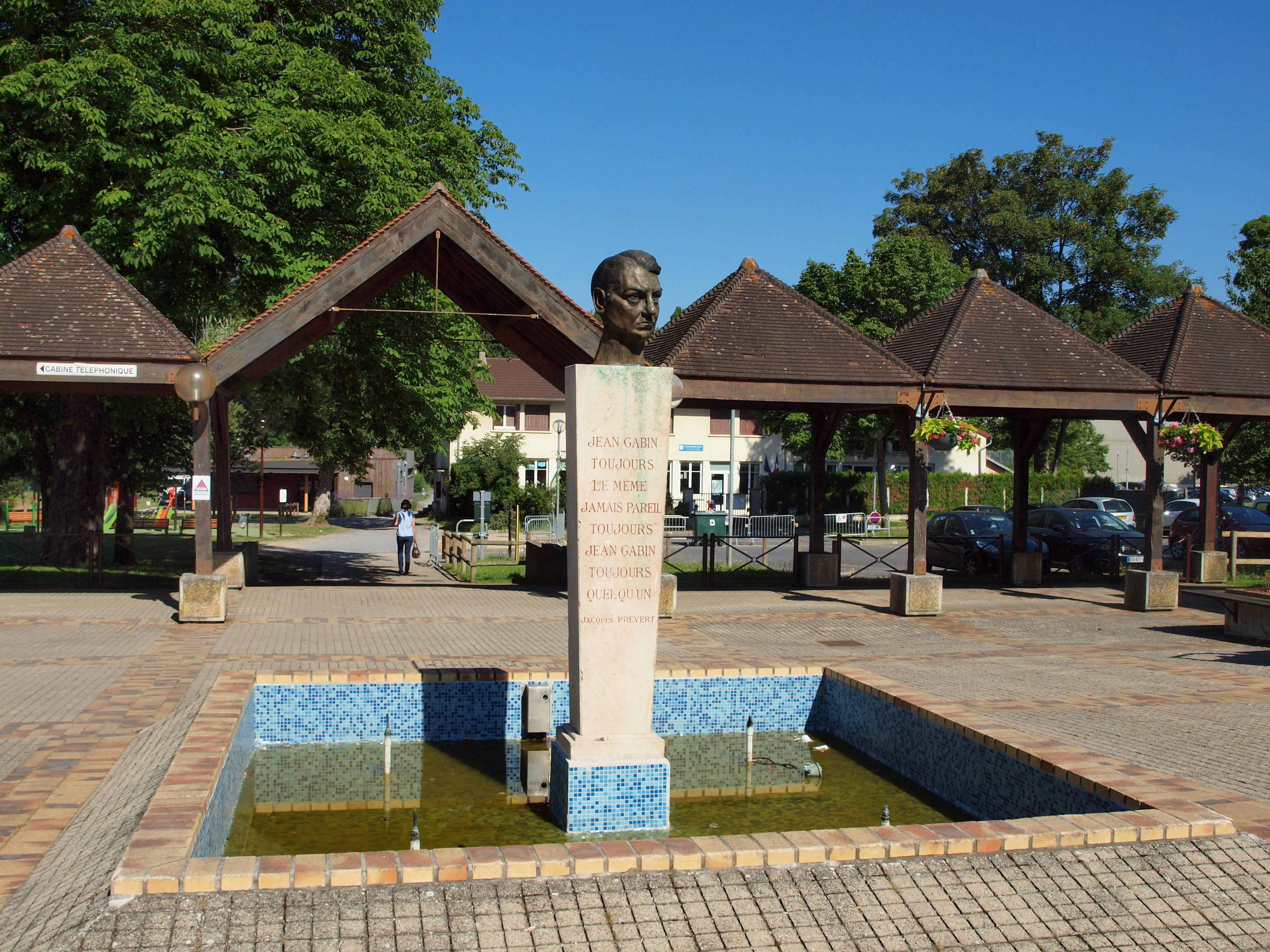
Buste de Jean Gabin devant le musée, par Jean Marais.
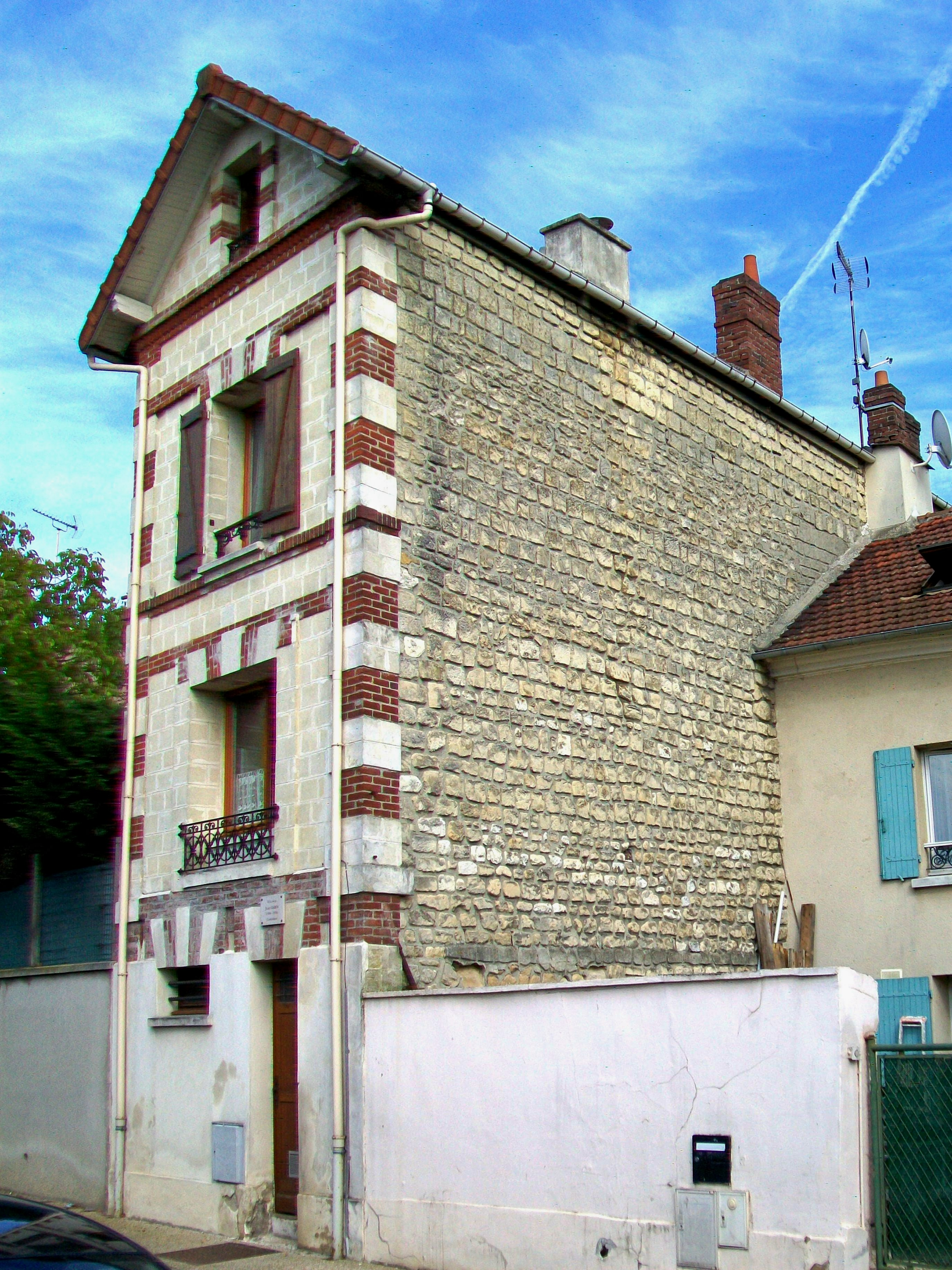
Sa maison d'enfance.

Ce musée est inauguré en 1992, pour le quinzième anniversaire de sa disparition, par la municipalité, 1, place Jean-Gabin, voisine de sa maison d'enfance. Il est créé à la suite d'un don de la famille Moncorgé, avec l'aide de son biographe André-Georges Brunelin, et avec un buste en bronze de l'acteur sculpté par Jean Marais, sur la place devant le musée. Un circuit touristique « les pas de Jean Gabin » mène à sa maison, son école, la campagne environnante avec les rives de l’Oise où il aimait aller pêcher,...

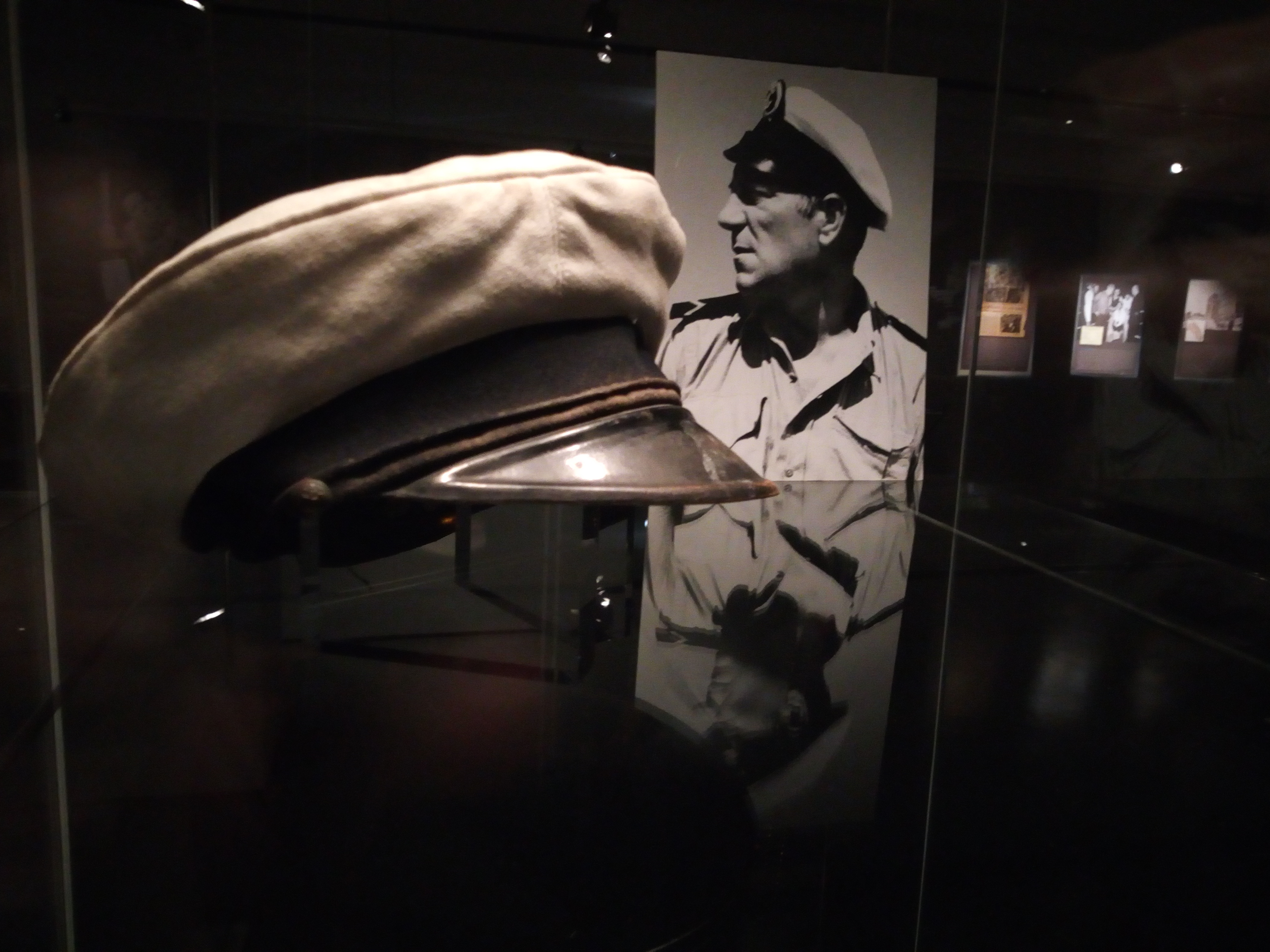
Casquette de Jean Gabin.
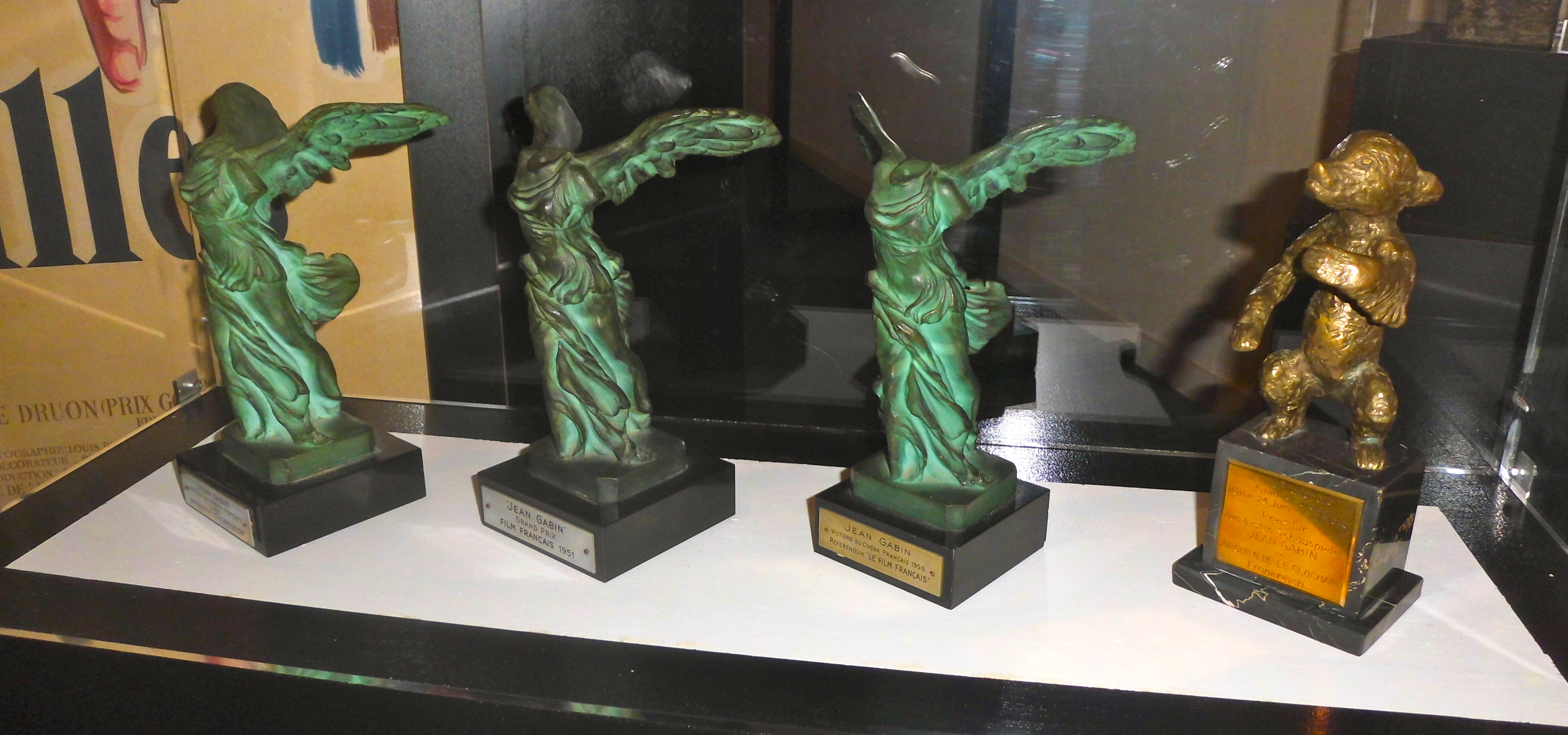
Les trois Victoires du cinéma français et un Ours d'argent de Jean Gabin.

Le musée expose de nombreux souvenirs personnels de la vie et de l'importante carrière du comédien (correspondances, photos, costumes, meubles, objets, affiches de films...) avec un documentaire sur sa vie « Le film de sa vie, la vie de ses films ». 